# Vladimir Puškarëv
Vladimir Vladimirovič Puškarëv (in russo Владимир Владимирович Пушкарёв?; Luhans'k, 24 maggio 1921 – Mosca, 2 dicembre 1994) è stato un sollevatore sovietico di origine ucraina, campione europeo e medagliato mondiale nel 1950, che ha gareggiato nella categoria dei pesi medi.

## Carriera
Militò nella società Dinamo Mosca, allenato da Dmitrij Polyakov. Nel 1949 divenne per la prima volta campione sovietico. L'anno successivo si unì alla squadra nazionale sovietica ai campionati mondiali ed europei di Parigi, dove vinse il titolo di campione europeo e una medaglia di bronzo ai campionati del mondo. Successivamente, vinse il campionato sovietico altre tre volte (1951, 1952, 1954), oltre a tre secondi posti (1946, 1948 e 1950) e un terzo posto (1953) ma non fu incluso nella squadra nazionale nelle principali competizioni internazionali.
Dopo essersi ritirato dall'attività agonistica, è stato impegnato come allenatore presso la DSO Dynamo. Tra i suoi allievi più famosi ci furono Jurij Kozin e Vladimir Ryženkov, anch'essi campioni del mondo.
Morì nel dicembre del 1994 a 73 anni. Fu sepolto nel cimitero di Donskoye. Era il nonno del politico Vladimir Milov, in quanto quest'ultimo è figlio della figlia di Puškarëv.